# Alice Lake
Alice Lake (Nova Iorque, 12 de setembro de 1895 — Los Angeles, 15 de novembro de 1967) foi uma atriz estadunidense. A carreira de Lake em Hollywood terminou na década de 1930 e ela morreu em 1967, aos 71 anos, de um aparente ataque cardíaco na casa de repouso do Paradise Sanitarium, em Los Angeles.

## Filmografia parcial
| Ano  | Título                         | Papel                     | Nota(s)                                 |
| ---- | ------------------------------ | ------------------------- | --------------------------------------- |
| 1916 | The Moonshiners                | Lady Jocelyn              |                                         |
| 1916 | The Waiters' Ball              | cliente                   |                                         |
| 1916 | A Creampuff Romance            |                           | Título alternativo: His Alibi           |
| 1916 | The Grab Bag Bride             |                           |                                         |
| 1917 | The Butcher Boy                |                           | sem créditos                            |
| 1917 | A Reckless Romeo               | Wife                      | Título alternativo: A Creampuff Romance |
| 1917 | The Rough House                | Mrs. Rough                |                                         |
| 1917 | His Wedding Night              |                           |                                         |
| 1917 | The Texas Sphinx               |                           |                                         |
| 1917 | Coney Island                   | papel não determinado     | sem créditos                            |
| 1917 | A Country Hero                 | Schoolteacher             | filme perdido                           |
| 1918 | Out West                       | Salvation Army Woman      | Título alternativo: The Sheriff         |
| 1918 | The Bell Boy                   | Cutie Cuticle, manicurist |                                         |
| 1918 | Moonshine                      | Filha do Moonshiner       | filme incompleto                        |
| 1918 | Good Night, Nurse!             | Mulher louca              |                                         |
| 1919 | Camping Out                    |                           |                                         |
| 1919 | The Lion's Den                 | Dorothy Stedman           |                                         |
| 1919 | A Desert Hero                  |                           | filme perdido                           |
| 1919 | Lombardi, Ltd.                 | Norah Blake               |                                         |
| 1919 | Blackie's Redemption           | Mary Dawson               |                                         |
| 1919 | Full of Pep                    | Felicia Bocaz             |                                         |
| 1920 | The Garage                     | papel indefinido          | sem créditos                            |
| 1921 | The Hole in the Wall           | Jean Oliver               | filme perdido                           |
| 1922 | More to Be Pitied Than Scorned | Viola Lorraine            | filme perdido                           |
| 1922 | I Am the Law                   | Joan Cameron              | Desconhecido / presumivelmente perdido  |
| 1923 | Broken Hearts of Broadway      | Bubbles Revere            |                                         |
| 1923 | The Unknown Purple             | Jewel Marchmont           |                                         |
| 1927 | The Angel of Broadway          | Goldie                    | filme perdido                           |
| 1928 | Runaway Girls                  | Agnes Brady               | filme perdido                           |
| 1934 | The Girl from Missouri         | Manicura de Paige         | sem créditos                            |
| 1934 | Babes in Toyland               | Mulher da cidade          | sem créditos                            |
| 1935 | Frisco Kid                     | papel indeterminado       | sem créditos                            |